# Copa de Campeones (Brasil)
La Copa dos Campeões fue una competición nacional oficial de la Confederación Brasileña de Fútbol disputada desde el 2000 con el fin de determinar el cuarto representante de Brasil en la Copa Libertadores, los otros eran el campeón de la Copa de Brasil, el campeón y el subcampeón del Campeonato Brasileño de fútbol.
Entre 2000 y 2001, participaron en dicho certamen los equipos campeones del Campeonato Carioca, del Campeonato Paulista, del Torneo Río-São Paulo, de la Copa del Noreste y los dos finalistas de la Copa Sul Minas. Además, los campeones del Norte, Medio Oeste y el subcampeón de Copa del Noroeste jugaban un triangular para clasificar.
La edición de 2002, la última del torneo, aumenta la cantidad de participantes a 16, clasificando los 6 finalistas del Torneo Río-São Paulo, los semifinalistas de la Copa Sul Minas, los tres mejores puntajes de la Copa del Noroeste y los campeones de la Copa del Norte y el Medio Oeste, además del campeón del certamen del año pasado.

## Torneos Estaduales
Estos torneos estaduales permitían la clasificación a la Copa dos Campeones:
- Copa del Noroeste
- Copa Centro-Oeste
- Copa Norte
- Copa Sul-Minas
- Torneo Rio-São Paulo

## Formato

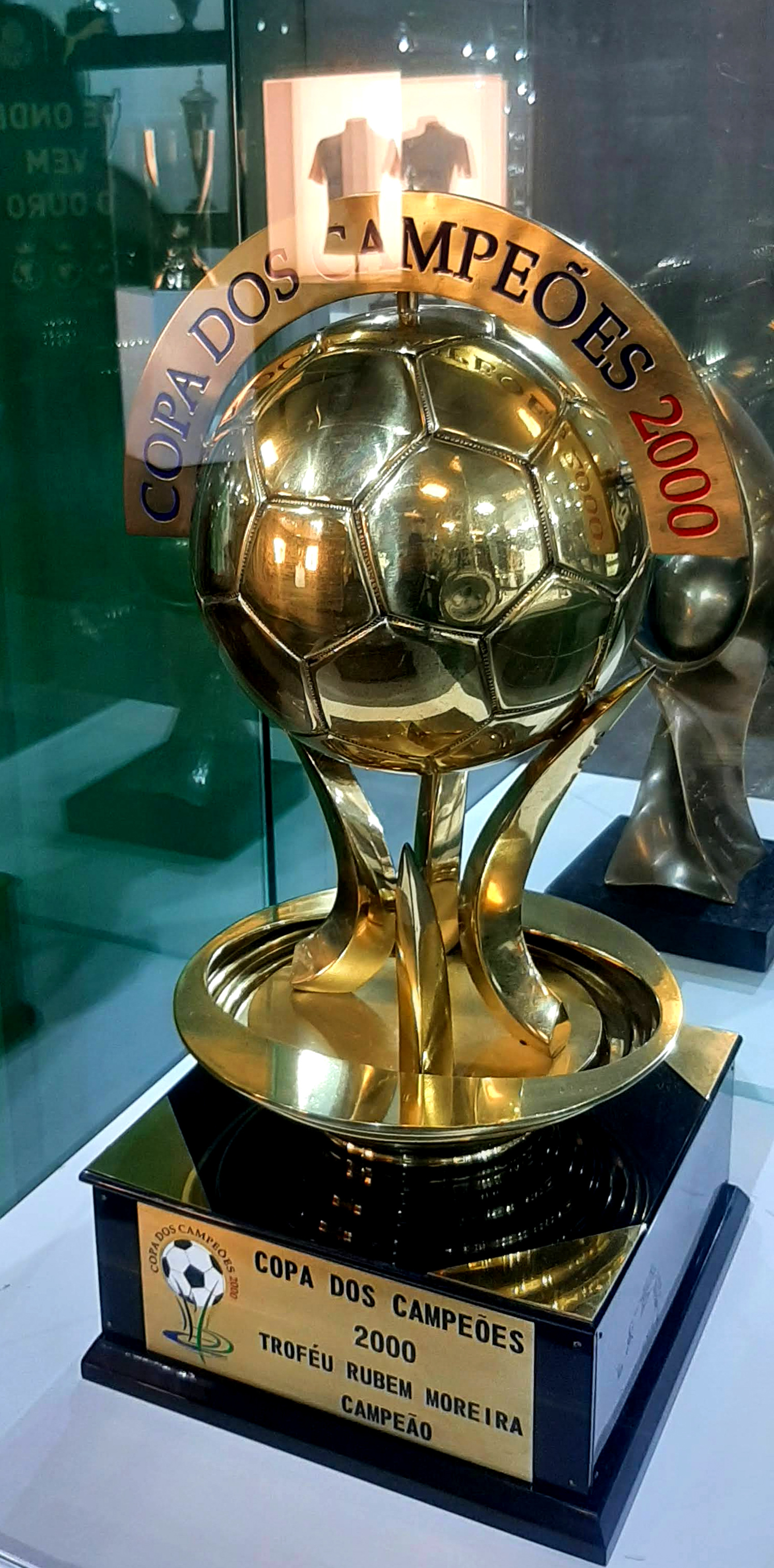
El trofeo de la edición 2000.

Entre 2000 y 2001, la competición se jugó durante ocho clubes en un sistema de playoffs dos juegos. Hubo una fase preliminar se llama triangular, disputada por los campeones de la Centro-Oeste y Norte Copa Copa, y subcampeón en el Campeonato del Nordeste. Estos equipos jugaron uno contra el otro de una vez los dos primeros equipos clasificados para la primera etapa. En 2002, la competición fue disputada por dieciséis clubes. En la primera etapa, los clubes se dividieron en cuatro grupos de cuatro equipos. Los dos mejores colocados de cada grupo se clasificaron para los cuartos de final, que se jugó en dos juegos. Las semifinales se jugaron en un solo juego, y la final se jugó en dos. Todos los partidos se jugaron en las ciudades en el Noreste y Norte.

## Campeones
| Año           | Campeón   | Final Resultado    | Subcampeón   | 3° Puesto | 4° Puesto | Nº de Participantes |
| ------------- | --------- | ------------------ | ------------ | --------- | --------- | ------------------- |
| 2000 Detalles | Palmeiras | 2-1                | Sport Recife | Flamengo  | São Paulo | 9                   |
| 2001 Detalles | Flamengo  | 5-3 2-3            | São Paulo    | Cruzeiro  | Coritiba  | 9                   |
| 2002 Detalles | Paysandu  | 1-2 4-3 (3-0 pen.) | Cruzeiro     | Flamengo  | Palmeiras | 16                  |

### Títulos por equipo
| Club         | Títulos | Subtítulos | Años Campeón |
| ------------ | ------- | ---------- | ------------ |
| Palmeiras    | 1       | 0          | 2000         |
| Flamengo     | 1       | 0          | 2001         |
| Paysandu     | 1       | 0          | 2002         |
| Cruzeiro     | 0       | 1          | -            |
| São Paulo    | 0       | 1          | -            |
| Sport Recife | 0       | 1          | -            |

### Títulos por estado
| Estado         | Títulos | Subtítulos |
| -------------- | ------- | ---------- |
| São Paulo      | 1       | 1          |
| Río de Janeiro | 1       | 0          |
| Pará           | 1       | 0          |
| Pernambuco     | 0       | 1          |
| Minas Gerais   | 0       | 1          |

- Datos: Q2466207